# Municipio de White (Dakota del Sur)
El municipio de White (en inglés: White Township) es un municipio ubicado en el condado de Marshall en el estado estadounidense de Dakota del Sur. En el año 2010 tenía una población de 122 habitantes y una densidad poblacional de 1,31 personas por km².

## Geografía
El municipio de White se encuentra ubicado en las coordenadas 45°53′7″N 97°40′39″O / 45.88528, -97.67750. Según la Oficina del Censo de los Estados Unidos, el municipio tiene una superficie total de 93.07 km², de la cual 92,19 km² corresponden a tierra firme y (0,94 %) 0,88 km² es agua.

## Demografía
Según el censo de 2010, había 122 personas residiendo en el municipio de White. La densidad de población era de 1,31 hab./km². De los 122 habitantes, el municipio de White estaba compuesto por el 100 % blancos. Del total de la población el 0,82 % eran hispanos o latinos de cualquier raza.